# Dora d'Istria

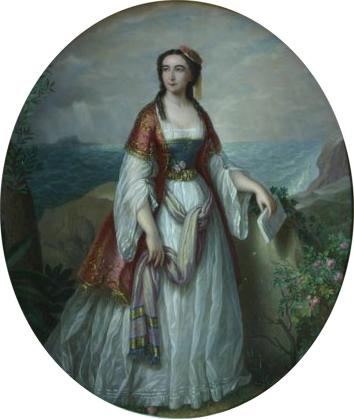
Dora d'Istria

La princesse roumaine d'origine albanaise, Elena Ghica née le 3 février 1828 à Bucarest et morte le 17 novembre 1888 à Florence en Italie, mariée Hélène Koltsov-Massalsky, connue sous son nom de plume de Dora d'Istria, est une peintre, écrivaine, essayiste, historienne, voyageuse et femme de lettres  devenue russe. Polyglotte, elle a écrit principalement en français et en italien. 

## Biographie
Son père, le Grand Ban Mihail Ghica (1794-1850), fils du Grand Ban Dimitri et de sa femme Elena Razu, était le frère de deux des dix princes régnants (en roumain : Domnitori) de la famille : Grigore IV Ghika Vodă et Alexandru II Ghika Vodă, et l'un des plus grands dignitaires des Principautés danubiennes. Sa mère, Ecaterina (Catinca), née Faca (1809-1853), était une femme lettrée qui a traduit en roumain le livre De l'éducation des enfants (1839) de Mme Jeanne Louise Campan.
En 1849 Elena rencontre un jeune prince russe, Aleksandr Aleksandrovitch Koltsov-Massalsky, lieutenant qui lui fait une demande en mariage qu'elle accepte. Le couple s'installe à Saint-Pétersbourg. En Russie elle « se sent mal à l'aise dans le régime autocratique alors en vigueur, et comme le climat social de la Russie ne convient à cet esprit large et préoccupé d'idées libérales, elle abandonne la Russie ». Ainsi elle quitte la Russie, « un monde qui ne pouvait que déplaire à un esprit aussi original et aussi libre que le sien ». 

## Carrière d'écrivaine
Elle commence à écrire après son mariage avec  Alexander Kolzoff-Massalski à Saint-Pétersbourg. L'ensemble de son œuvre est rédigée en langue française.  Opposée à l'autocratisme du régime tsariste, elle prend position contre le protectorat russe pour l'indépendance des provinces roumaines durant la guerre de Crimée.  
Elle se sépare de son mari et quitte la Russie en 1855, devenue persona non grata et vit en Suisse, notamment à Aarau, Genève, Lugano et Veytaux. C'est à Genève qu'elle publie son premier livre, où elle dévoile son anti-cléricalisme, La vie monastique dans l’église orientale. Elle publie également Au bord des lacs helvétiques et La Suisse allemande et l’ascension du Moench. Elle y décrit la Suisse, ses paysages, son organisation sociale et politique. 
Après la Suisse, elle voyage en Allemagne et en Grèce et finit par s'installer à Florence en 1870.
Elle travaille pour des revues renommées telles que La Revue des Deux Mondes, l’Illustration, la Rivista Europea, la Nuova Antologicaet l’Internationale Revue de Vienne En hommage à son travail, Demetrio Camarda lui dédie son anthologie de la poésie albanaise en 1870.

### Thèmes abordés dans ses écrits
Dora d'Istria s'intéresse à la condition des femmes et défend l'émancipation, tout en déplorant le peu d'attrait envers ces thématiques de philosophes renommés comme Diderot, La Fontaine, Molière, Rousseau ou Voltaire. Elle décide alors de faire reconnaitre le travail d'autrices comme Émilie du Châtelet, Madame de La Fayette, Françoise-Louise de Warens, Louise d’Epinay, Françoise de Graffigny et Claudine Guérin de Tencin.
Elle s'intéresse aussi à la renaissance culturelle roumaine, serbe, albanaise, bulgare et hellénique, témoignant un amour fervent pour sa terre natale et défendant le droit du sol, ainsi que l'indépendantisme albanais, étant en faveur d'une nation albanaise détachée des critères d'appartenance religieux qui régissaient alors les sujets ottomans. En 1870, Demetrio Camarda lui dédie une anthologie de la poésie albanaise en 1870.

## Œuvres principales (non exhaustives)
Une bibliographie des œuvres de Dora d'Istria a été publiée en 1868 par Bartolomeo Cecchetti.
- La Vie monastique dans l'Église orientale, éd. Joël Cherbuliez, Genève, 1re éd., Bruxelles, 1855.
- La Suisse allemande et l'Ascension du Moench, tome I-IV, éd. Joël Cherbuliez, Genève-Paris, 1856.
- Le proscrit de Biberstein, dans Courrier de Paris, 11 XII, 1857.
- Souvenirs de la Cour de Dresde - Mlle de Haltingen, dans Revue des deux mondes, 2e période, tome 19, janvier 1859, p. 42.
- Les femmes en Orient, 2 vol. Vol. I: La péninsule orientale (lire en ligne), éd. Meyer et Zeller, Zürich, 1859; Vol. II: La Russie (lire en ligne), éd. Meyer et Zeller, Zürich, 1860.
- La nationalité hellénique d'après les historiens, dans Revue Suisse, Neuchâtel, janvier,  février, mai, 1860.
- Excursions en Roumélie et en Morée, 2 vol., éd. Meyer et Zeller, Zürich, 1863.
- Des femmes par une femme, t. I-II, Paris, Librairie internationale, A. Lacroix, Verboeckhoven et Cie, 1864.
- Les Albanais des deux côtés de l'Adriatique, 1866.
- Les écrivains albanais de l'Italie Méridionale, 1867.
- Fylétia e Arbenoré prèj Känekate te laòishima, 1867.
- Exquises albanaises, 1868.
- Gli Albanesi Musulmani, 1868 - 1870.
- Affaire de l'Albanie, 1872.
- Gli albanesi in Rumania, 1873.
- La poésie des Ottomans, II éd., Maison-neuve & Cie, Libr.-édit., Paris, 1877.
- French Literature under the first Empire, 2e éd. New-York, Barnes, 1875.

## Titres académiques
Source: Lucian Predescu, Enciclopedia României (Encyclopédie de la Roumanie), Ed. Cugetarea-Georgescu Delafras din Bucureşti, 1940
- Membre de la Société Géographique de France - 19 janvier 1866
- Membre correspondante de l'Athénée de Venise (italien : Ateneo Veneto di Scienze, Lettere ed Arti), Venise -  8 mars 1868
- Membre honoraire de l'Accademia de Milano - 18 juin 1868
- Membre émérite de Accademia Raffaelo - Urbino, 17 décembre, 1871
- Membre de l'Académie Nationale de Lettres -Barcelone
- Présidente honoraire de Syllogos , Constantinopole - 8 août, 1870
- Membre de Accademia Quiriti, Roma - 1873
- Membre honoraire de Accademia Pitagorica , Napoli - 24 mai 1873
- Membre de l'Institut Archéologique de Buenos Aires - 30 mai 1873

## Dictionnaires et Encyclopédies
- Gustave Vapereau, « Dora D'Istria (Hélène Ghika, princesse  Koltzoff-Massalsky) », dans Dictionnaire universel des contemporains, Paris, Librairie Hachette et Cie, 1880, cinquième éd..
- Carlo Tagliavini, « GHIKA », dans Enciclopedia Italiana, volume 16, Roma, Istituto dell'Enciclopedia Italiana, 1932.
- Amélie Chevalier, « Comtesse Dora D'Istria », dans Les voyageuses au XIXe siècle, Tours : Maison Mame & fils, s.d. (1re éd : 1888), 5e édition : 1901, pp. 121-137.

### Hommages

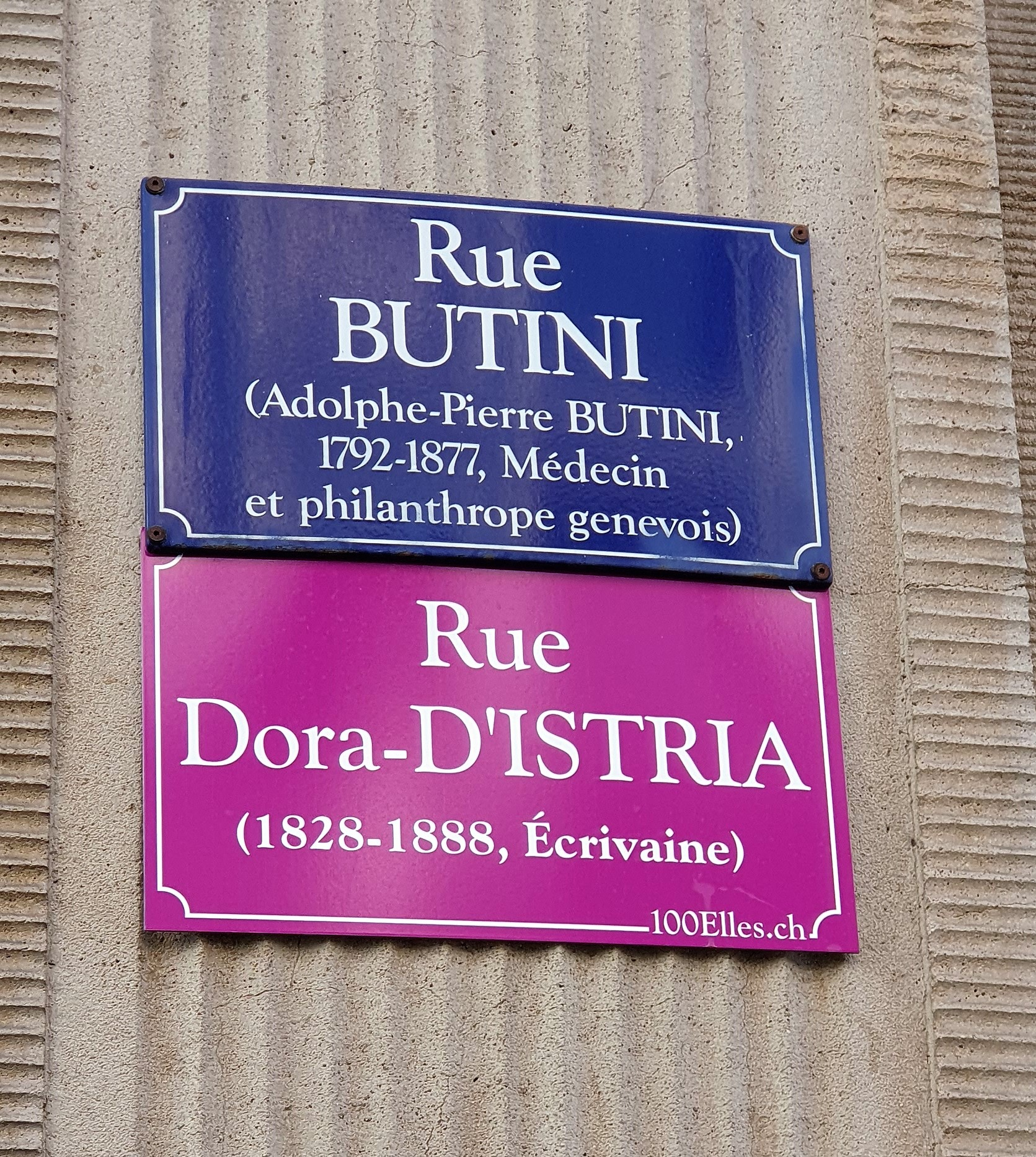
Plaque de rue - Dora d'Istria - Rue Butini - Projet 100elles à Genève en 2019

En 2019 à Genève l'association l'Escouade dans le cadre du projet 100elles renomme temporairement une rue à son nom,,,.